# اگلیزو
شهر اگلیزو  در بخش بولک در ایالت زوریخ در کشور سوئیس واقع شده‌است که ۳٬۱۰۰ نفر  جمعیت دارد.